# Patricius (Konsul 500)
Flavius Patricius (griechisch Patrikios) war ein spätantiker oströmischer Heermeister (magister militum) und Politiker zu Beginn des 6. Jahrhunderts.
Patricius wurde in Phrygien geboren. Der Historiker Zacharias von Mytilene beschreibt ihn als „ehrlich und vertrauenswürdig, aber von geringer Intelligenz.“ Im Jahr 500, als er „bereits als älter angesehen“ wurde, wurde er zum Konsul ernannt.
Noch im Jahr seines Konsulats wurde Patricius zum magister militum praesentalis (Kommandeur der Hofarmee) ernannt; das Amt hatte er bis zum Tod von Kaiser Anastasios I. im Juli 518 inne. 
Im Krieg gegen Kavadh I. von Persien (502–506) führte Patricius Feldzüge in der persischen Provinz Arzanene, eroberte Festungen und nahm Gefangene. Mit Flavius Hypatius und einer Armee von 40.000 Mann versuchte er erfolglos, Amida zurückzuerobern. Obwohl die Belagerung von Amida erfolglos blieb, gelang es ihnen gemeinsam, ein Gefecht gegen einige Hephthaliten zu gewinnen. Ihr Erfolg machte sie jedoch unvorsichtig, wodurch sie von der Hauptarmee der Perser überrascht wurden. Nach der Niederlage zogen sie sich über den Euphrat nach Samosata zurück. Infolgedessen wurde Hypatius abberufen, während Patricius vor Ort blieb. 504 gelang es ihm, einen Nachschubkonvoi für Amida abzufangen, persische Verstärkungen zu besiegen und die Belagerung der Stadt fortzusetzen, die er jedoch erst nach Kriegsende freikaufen konnte. 
In Konstantinopel war Patricius in die theologischen Streitigkeiten verwickelt (511–512). So fanden Diskussionen zwischen Severus von Antiochia und Johannes von Claudiopolis in seinem Haus statt. Ein von Mönchen aus Konstantinopel verfasstes Dokument, das Patriarch Makedonios II. des Nestorianismus beschuldigte, wurde 511 Patricius übergeben, um es Kaiser Anastasios vorzulegen. Später nahm Patricius an einem  „Silentium“ teil, bei der die Angelegenheit erörtert wurde. Im Jahr 512 kam es in Konstantinopel zu schweren Unruhen, insbesondere wegen der Einführung des Trisagion in einer Form, die von einigen als Unterstützung des Monophysitismus interpretiert wurde. Patricius wurde zusammen mit Celer ausgesandt, um die aufrührerischen Kräfte zu beruhigen; sie wurden mit Steinen beworfen und zogen sich zurück.
Während der Rebellion Vitalians 515 agierte er als Gesandter, weigerte sich aber, Vitalians Armee anzugreifen, um nicht des Verrats beschuldigt zu werden. Nach Anastasios’ Tod 518 wurde er von den Scholae palatinae als Kaiser-Kandidat vorgeschlagen, doch die kaiserliche Garde (excubitores) lehnte ihn ab; Justinian rettete sein Leben.
Letztmals erwähnt wird Patricius 519 in Edessa, wo er den Bischof Paulus zur Annahme der monophysitischen Lehre drängte und ihn nach der Weigerung absetzte und ins Exil schickte.